# Lijst van personen overleden in mei 2017
Dit is een lijst van bekende personen die zijn overleden in mei 2017.

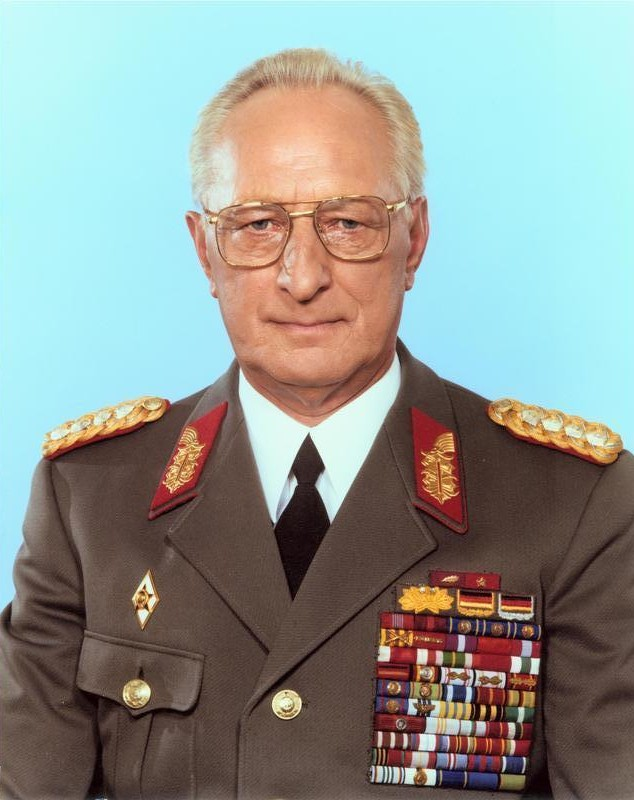
Heinz Keßler
2 mei

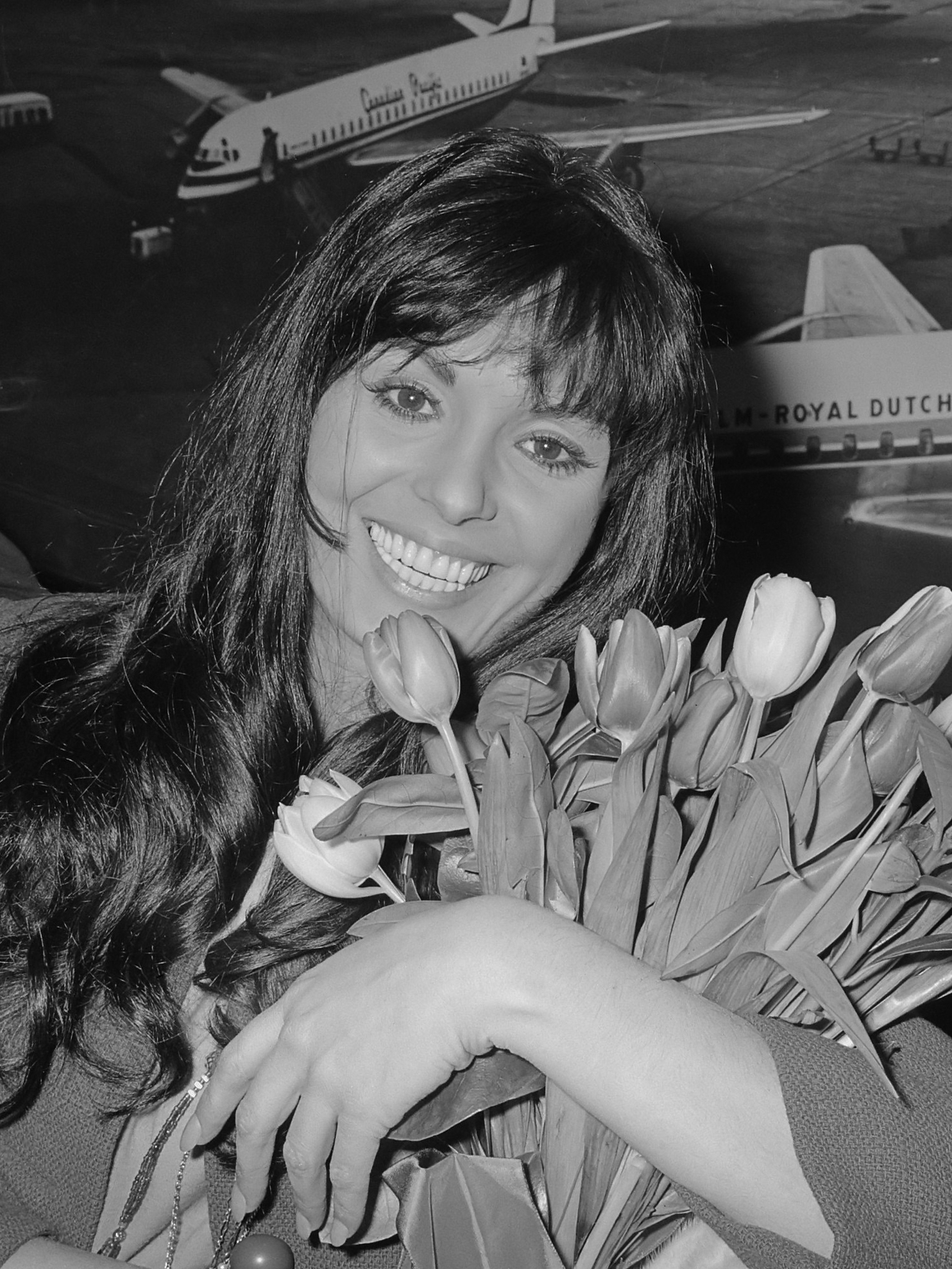
Daliah Lavi
3 mei

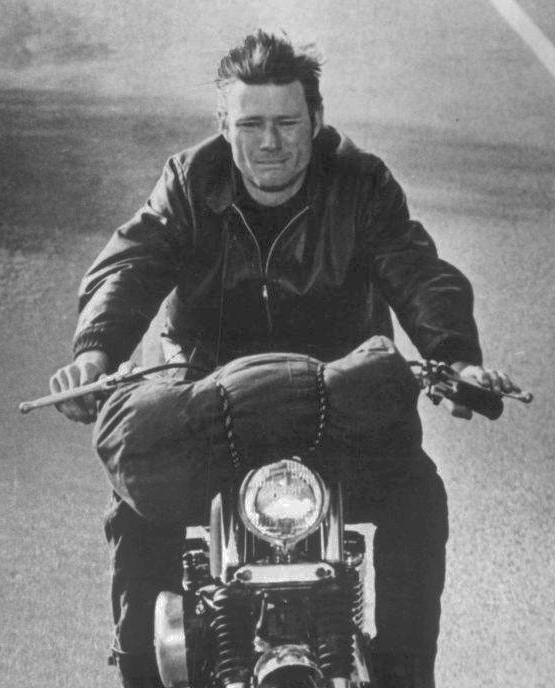
Michael Parks
9 mei

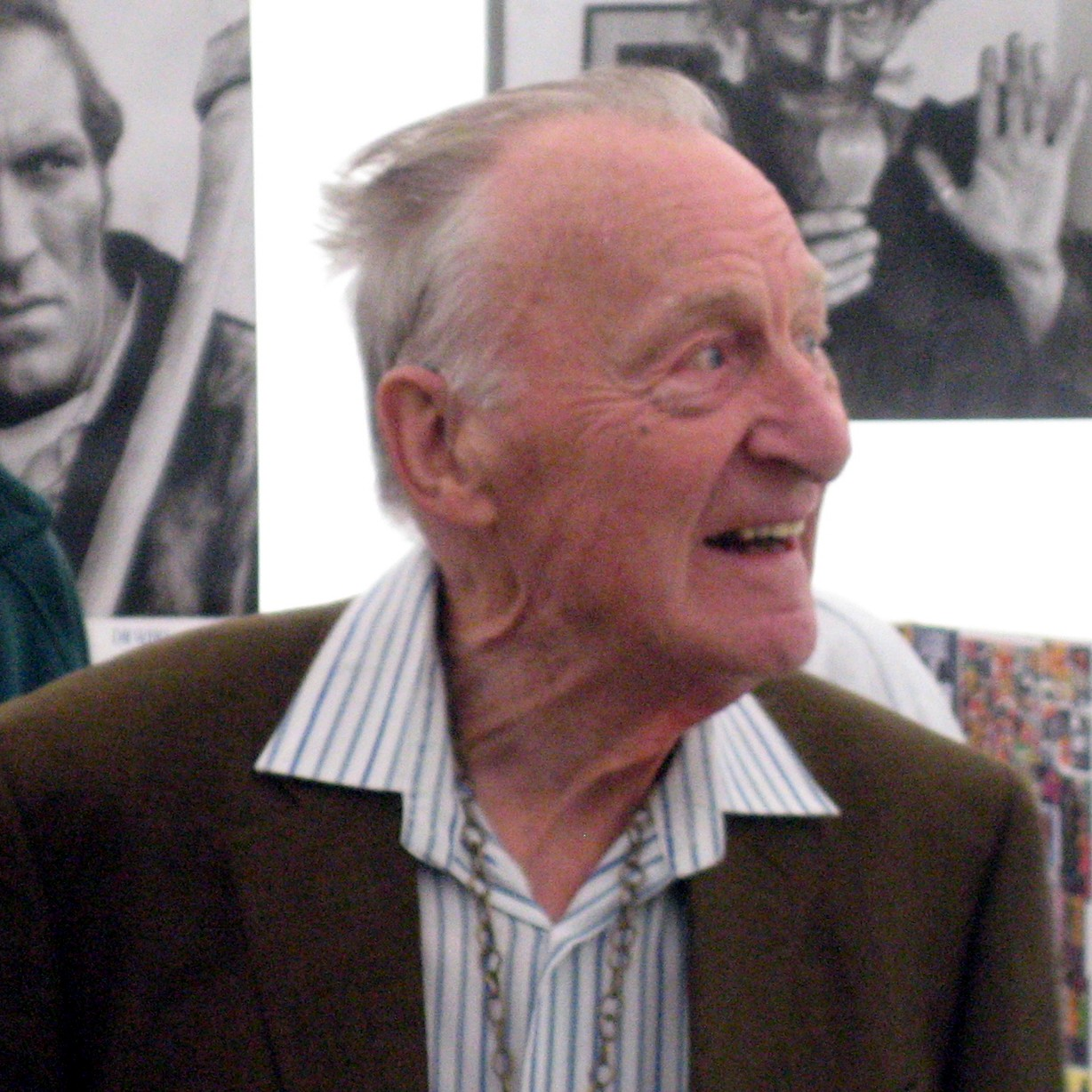
Geoffrey Bayldon
10 mei

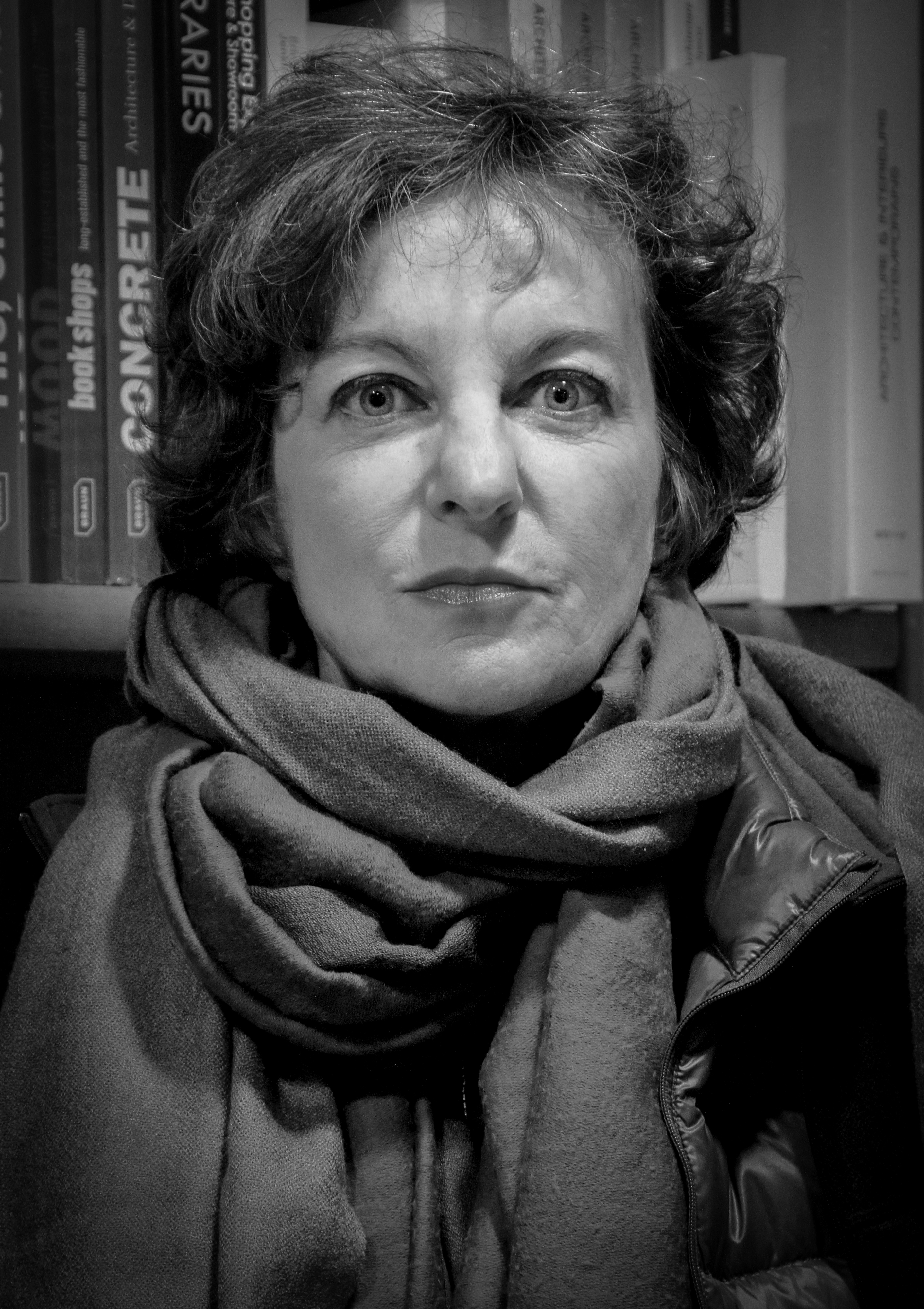
Emmanuèle Bernheim
10 mei

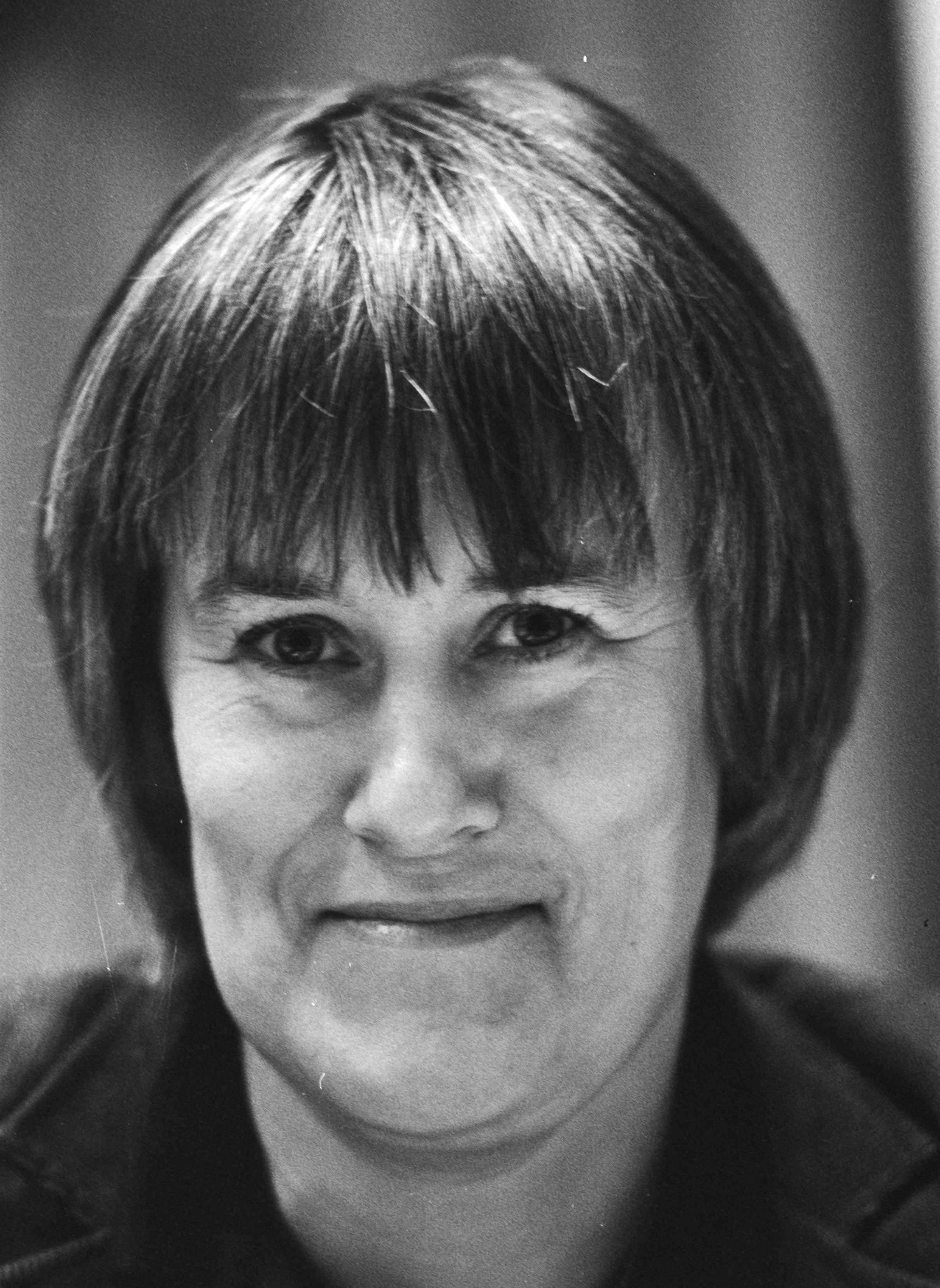
Elske ter Veld
14 mei

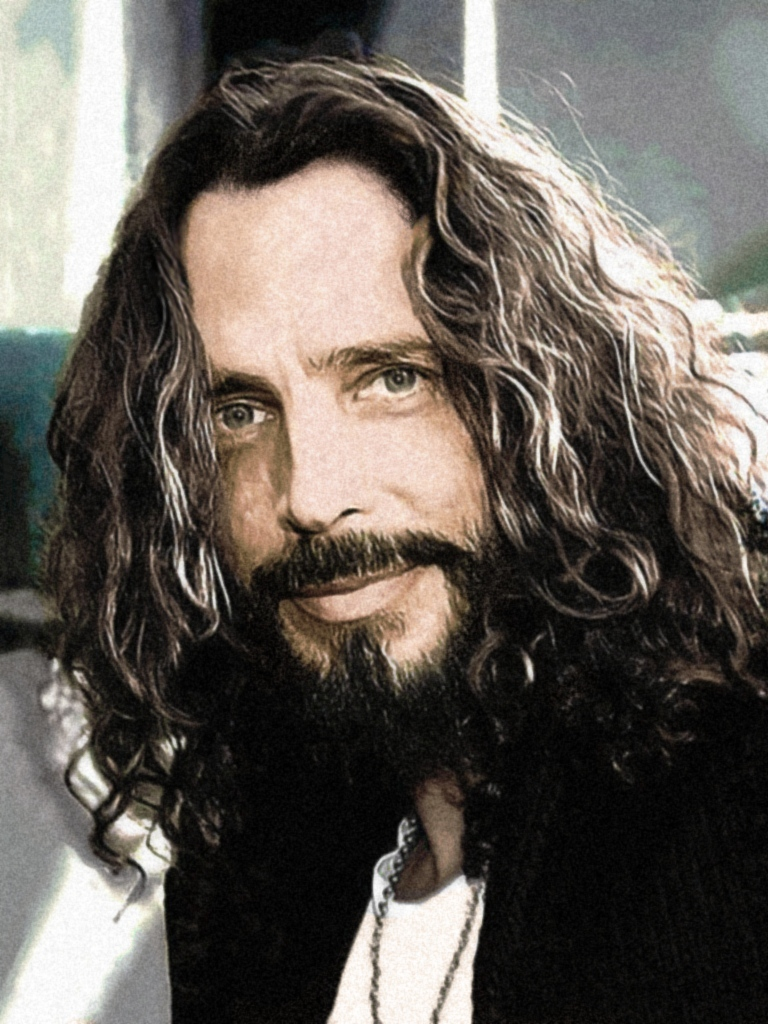
Chris Cornell
18 mei

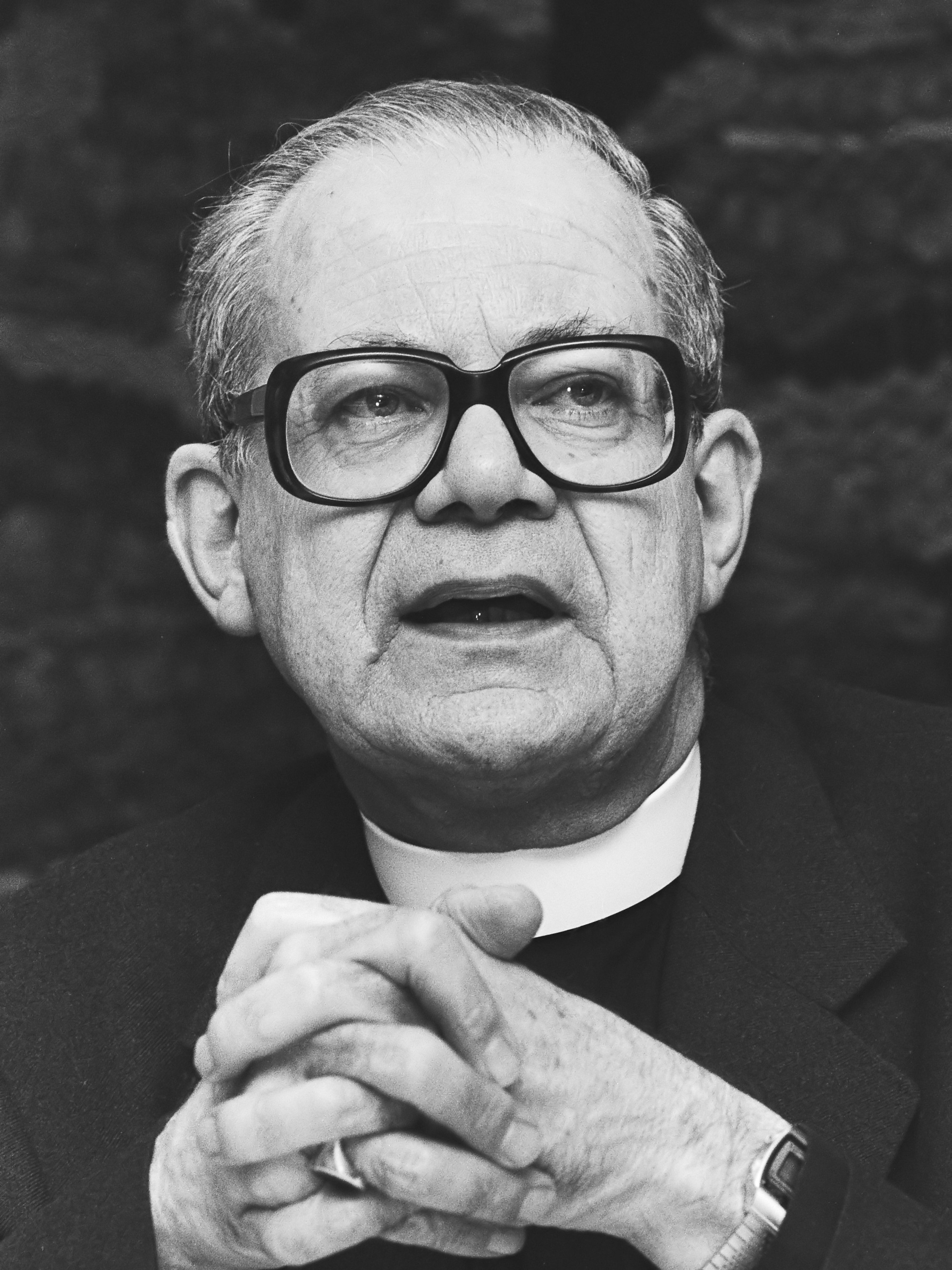
Huub Ernst
19 mei

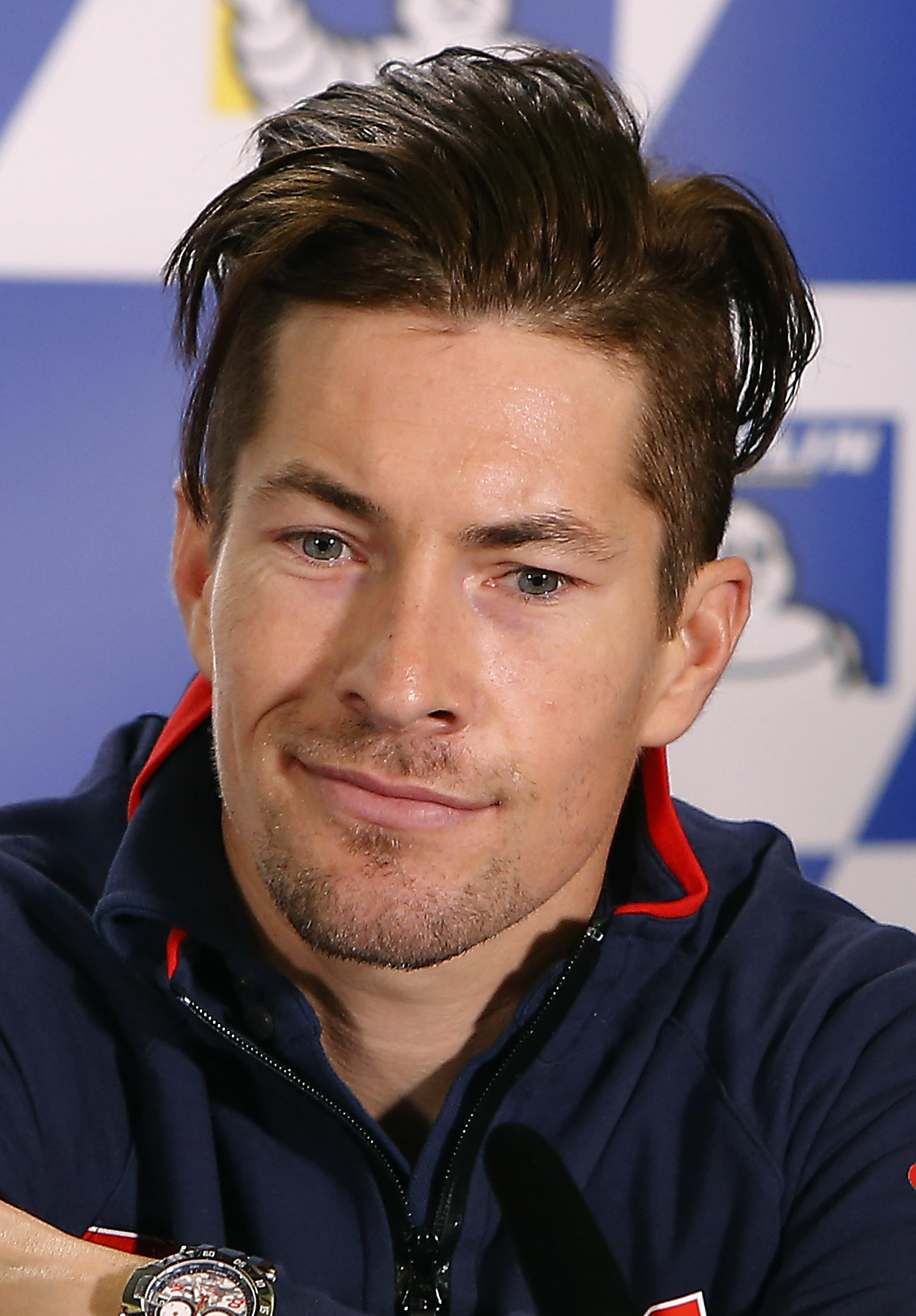
Nicky Hayden
22 mei

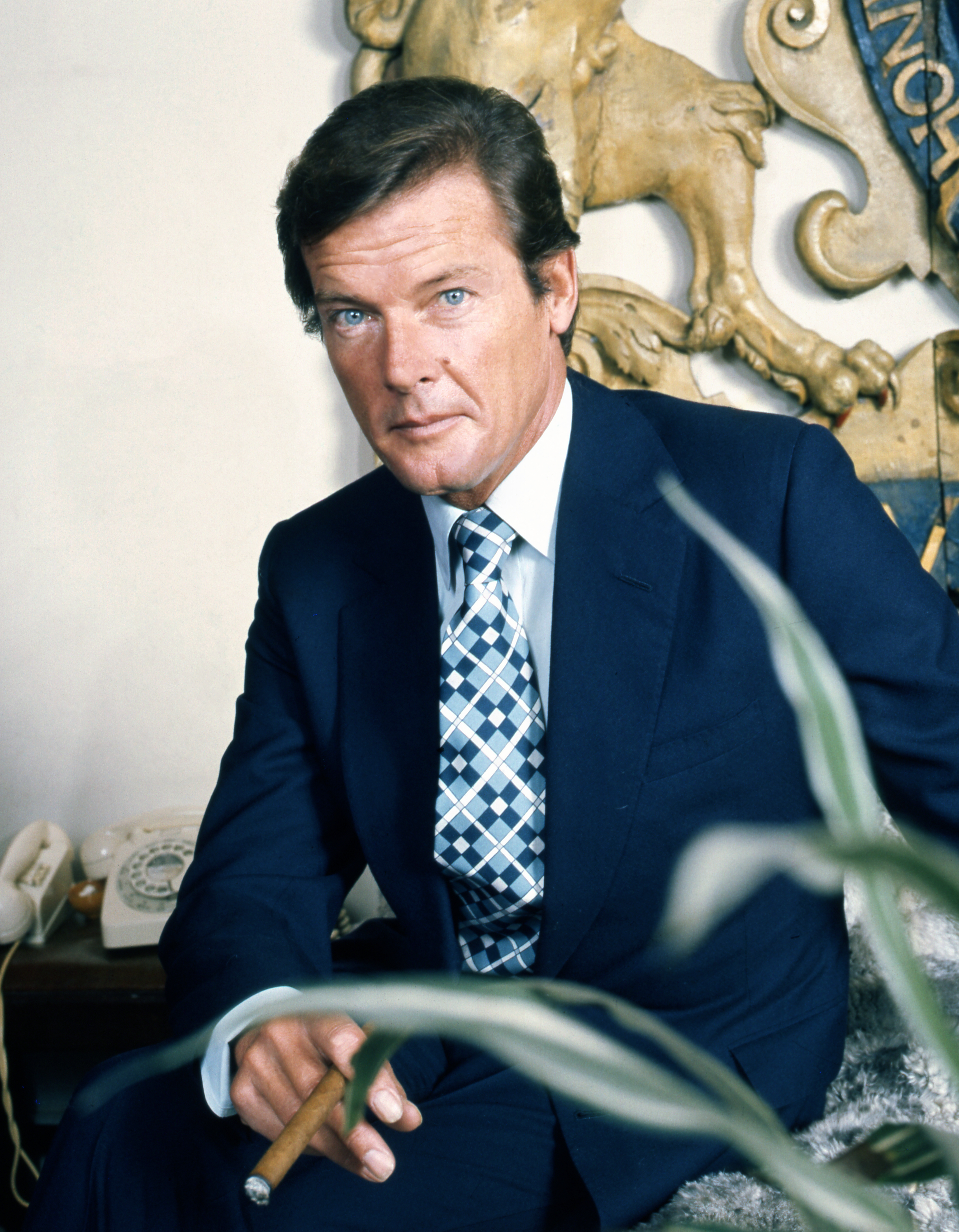
Roger Moore
23 mei

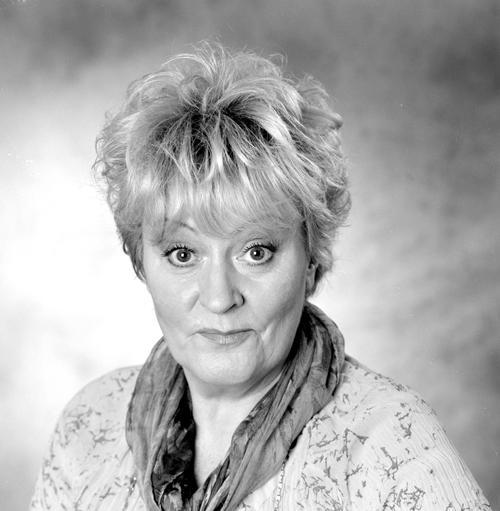
Suze Broks
26 mei

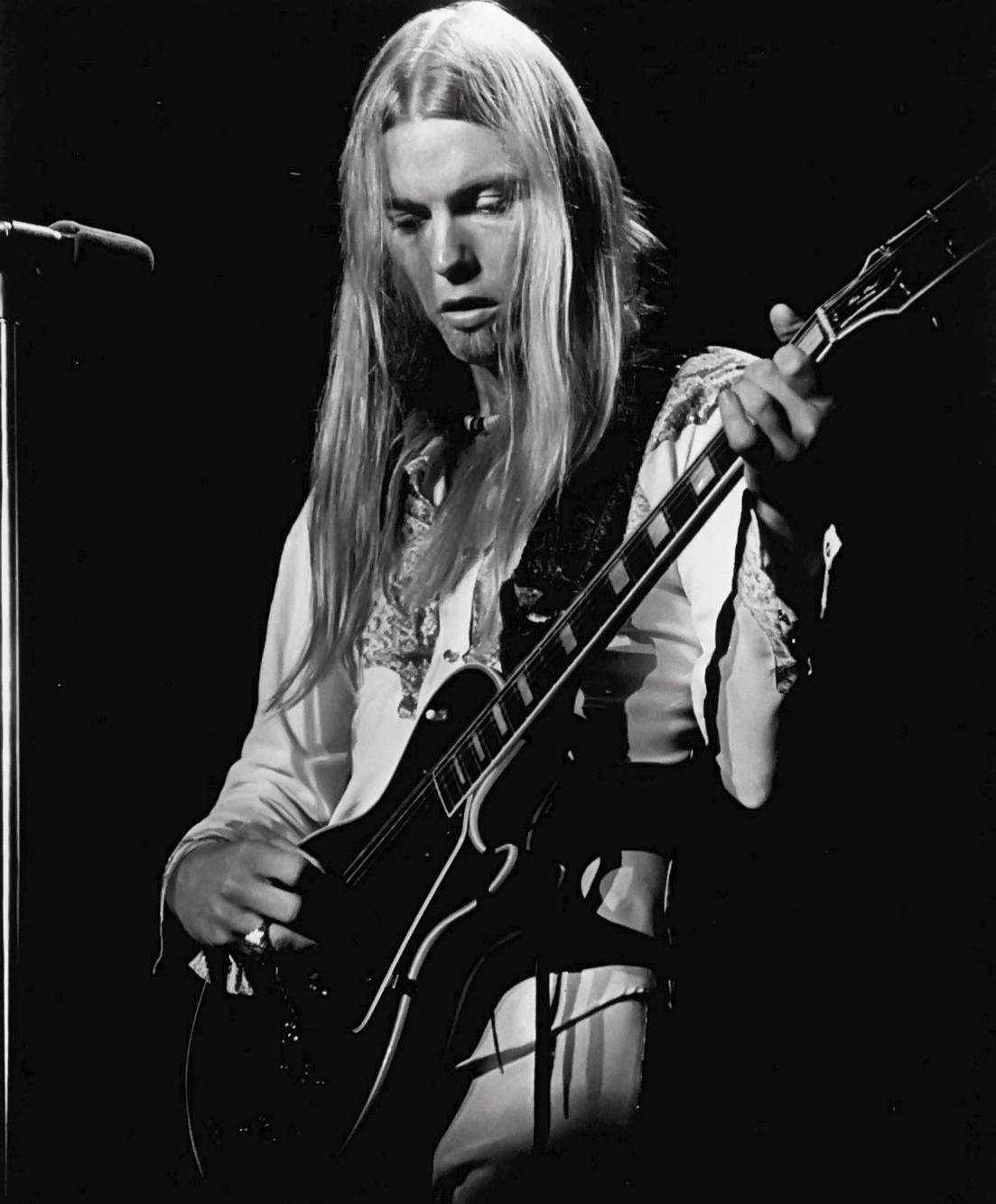
Gregg Allman
27 mei

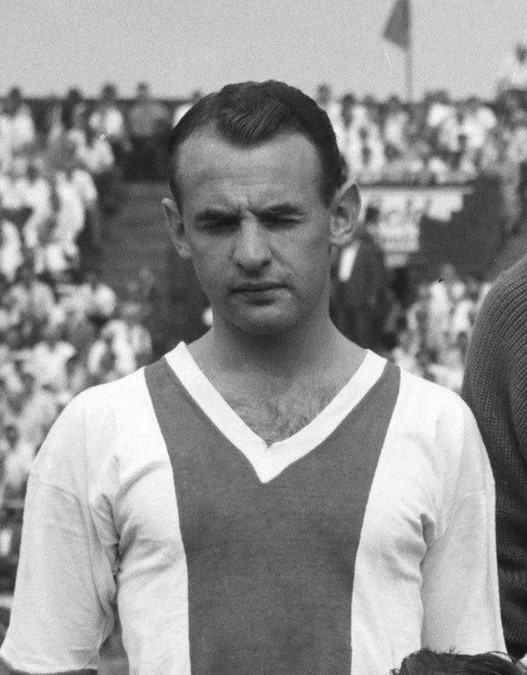
Guus van Ham
28 mei

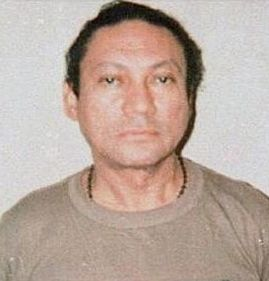
Manuel Noriega
29 mei

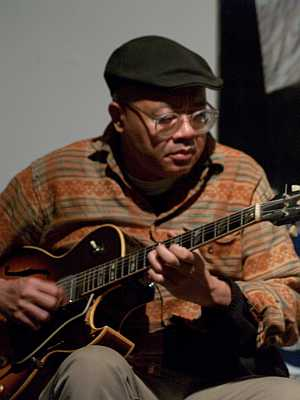
Bern Nix
31 mei

| 1 | 2 | 3 | 4 | 5 | 6 | 7 | 8 | 9 | 10 | 11 | 12 | 13 | 14 | 15 | 16 | 17 | 18 | 19 | 20 | 21 | 22 | 23 | 24 | 25 | 26 | 27 | 28 | 29 | 30 | 31 |
| - | - | - | - | - | - | - | - | - | -- | -- | -- | -- | -- | -- | -- | -- | -- | -- | -- | -- | -- | -- | -- | -- | -- | -- | -- | -- | -- | -- |

### 1 mei
- Katy Bødtger (84), Deens zangeres[1]
- Anita Franken (59), Nederlands beeldhouwster[2]
- Pierre Gaspard-Huit (99), Frans regisseur[3]
- Karel Schoeman (77), Zuid-Afrikaans schrijver[4]
- Raul Costa Seibeb (25), Namibisch wielrenner[5]
- Mohamed Talbi (95), Tunesisch geschiedkundige en islamoloog[6]

### 2 mei
- Kevin Garcia (41), Amerikaans muzikant[7]
- Heinz Keßler (97), Oost-Duits politicus[8]
- Abelardo Castillo (82), Argentijns schrijver[9]
- A.R. Penck (77), Duits kunstenaar en jazzdrummer[10]
- Linas Rumšas (21), Litouws wielrenner[11]
- Grigori Zjislin (71), Russisch violist en pedagoog[12]

### 3 mei
- Daliah Lavi (74), Israëlisch actrice en zangeres[13]
- Heinz von Moisy (81), Duits jazzmuzikant[14]
- Eva Pfarrhofer (88), Oostenrijks schoonspringster[15]
- Saxa (87), Jamaicaans saxofonist[16]
- Abbas Abdullahi Sheikh Siraji (31), Somalisch politicus[17]

### 4 mei
- William Baumol (95), Amerikaans econoom[18]
- Bart Carlier (87), Nederlands voetballer[19]
- Danniel Danniel (67), Israëlisch-Nederlands filmmaker[20]
- Sjef Hutschemakers (85), Nederlands kunstenaar[21]
- Victor Lanoux (80), Frans acteur[22]
- Nora Mae Lyng (66), Amerikaans zangeres en actrice[23]
- Timo Mäkinen (79), Fins rallyrijder[24]
- Ruwen Ogien (60), Frans filosoof[25]
- Rosie Scott (69), Nieuw-Zeelands-Australisch schrijfster[26]

### 5 mei
- Corinne Erhel (50), Frans politica[27]
- Adolph Kiefer (98), Amerikaans zwemmer[28]
- Quinn O'Hara (76), Brits-Amerikaans actrice[29]
- Ely Ould Mohamed Vall (64), president van Mauritanië[30]

### 6 mei
- Steven Holcomb (37), Amerikaans bobsleeër[31]
- Val Jellay (89), Australisch actrice[32]
- Yves Velan (91), Zwitsers schrijver[33]

### 7 mei
- Jesús Galdeano (84), Spaans wielrenner[34]
- Omer Gielliet (91), Nederlands beeldend kunstenaar[35]
- Hugh Thomas (85), Brits historicus[36]
- Wu Wenjun (97), Chinees wiskundige[37]

### 8 mei
- Cécile DeWitt-Morette (94), Frans natuurkundige[38]
- Allan Meltzer (89), Amerikaans econoom[39]
- Suzanne Steigenga-Kouwe (96), Nederlands politicus[40]
- Mary Tsoni (30), Grieks actrice[41]

### 9 mei
- Christopher Boykin (45), Amerikaans televisiepersoonlijkheid[42]
- Robert Miles (47), Zwitsers-Italiaans diskjockey, muzikant en componist[43]
- Michael Parks (77), Amerikaans acteur[44]
- Qian Qichen (89), Chinees politicus[45]
- Hugo Voeten (77), Belgisch ondernemer en kunstverzamelaar[46]

### 10 mei
- Geoffrey Bayldon (93), Brits acteur[47]
- Emmanuèle Bernheim (61), Frans schrijfster[48]
- Colette Guillaumin (83), Frans sociologe[49]

### 11 mei
- İbrahim Erkal (50), Turks zanger, songwriter en acteur[50]
- Elisabeth Hermodsson (89), Zweeds schrijfster, kunstenares en feministe[51]
- Jur Mellema (93), Nederlands politicus[52]

### 12 mei
- Antonio Candido (98), Braziliaans literair criticus, socioloog en professor[53]
- Bill Dowdy (84), Amerikaans drummer[54]
- Mauno Koivisto (93), president van Finland[55]
- Vassili Lambrinos (91), Egyptisch Amerikaans acteur, regisseur en kunstenaar[56]
- Yu So-Chow (86), Chinees zangeres en actrice[57]
- Henri Termeer (71), Nederlands-Amerikaans biotechnicus[58]

### 13 mei
- Bernard Bosson (69), Frans politicus[59]
- Yanko Daučík (76), Tsjecho-Slowaaks voetballer[60]
- Wilfried Pas (77), Belgisch beeldhouwer, tekenaar en graficus[61]
- Manuel Pradal (53), Frans filmregisseur en scenarioschrijver[62]
- Piet Tauber (90), Nederlands architect en hoogleraar[63]

### 14 mei
- Powers Boothe (68), Amerikaans acteur[64]
- Alain Defossé (60), Frans schrijver en vertaler[65]
- Jean Fritz (101), Amerikaanse kinderboekenschrijfster[66]
- Brad Grey (59), Amerikaans filmproducent[67]
- Elske ter Veld (72), Nederlands politica[68]

### 15 mei
- Karl-Otto Apel (95), Duits filosoof[69]
- Ian Brady (79), Brits seriemoordenaar[70]
- François Fortassin (77), Frans politicus[71]

### 16 mei
- Leon van den Boom (64), Nederlands bestuurder en bedrijfsadviseur[72]
- Alain Casabona (66), Frans schrijver[73]
- Don Coates (82), Amerikaans jazzpianist[74]
- Ronnie Cocks (73), Maltees voetballer[75]
- Pierre Laborie (81), Frans historicus[76]

### 17 mei
- Annie Brouwer-Korf (70), Nederlands burgemeester[77]
- Lucie Van Crombrugge (72), Belgisch vrouwenrechtenactiviste[78]
- Viktor Gorbatko (82), Russisch ruimtevaarder[79]
- Johannes Grützke (79), Duits kunstenaar[80]
- Rhodri Morgan (77), Welsh politicus[81]
- Jean Swiatek (95), Frans voetballer[82]
- Todor Veselinović (86), Servisch voetballer[83]

### 18 mei
- Roger Ailes (77), Amerikaans mediatycoon[84]
- Stanley Brouwn (81), Surinaams-Nederlands kunstenaar[85]
- Chris Cornell (52), Amerikaans zanger en gitarist[86]
- Jacque Fresco (101), Amerikaans industrieel ontwerper en futurist[87]
- Piet Knijnenburg (98), Nederlands motorsporter[88]
- Reema Lagoo (58), Indiaas actrice[89]
- Willem van Scheijndel (65), Nederlands schilder[90]

### 19 mei
- David Bystroň (34), Tsjechisch voetballer[91]
- Chana Bloch (77), Amerikaans dichteres[92]
- Huub Ernst (100), Nederlands bisschop[93]
- Stanley Greene (68), Amerikaans fotograaf[94]
- Nawshirwan Mustafa (73), Iraaks-Koerdisch politicus[95]
- Stanislav Petrov (77), Russisch luitenant-kolonel[96]

### 20 mei
- Albert Bouvet (87), Frans wielrenner[97]
- Emile Degelin (90), Belgisch filmmaker en schrijver[98]
- Noel Kinsey (91), Welsh voetballer[99]
- Paul Falk (95), Duits kunsstschaatser[100]

### 21 mei
- Toni Burgering (79), Nederlands kunstenaar[101]
- Gijs Hendriks (79), Nederlands jazzmuzikant[102]
- Ted Hibberd (91), Canadees ijshockeyer[103]
- Shulamit Kishik-Cohen (100), Israëlisch spionne[104]
- Jimmy LaFave (61), Amerikaans singer-songwriter[105]
- Gerrit Weekhout (91), Nederlands politicus[106]

### 22 mei
- Joyce Bloem (66), Nederlands kunstenaar[107]
- Nicky Hayden (35), Amerikaans motorcoureur[108]
- Viktor Koeprejtsjik (67), Wit-Russisch schaker[109]
- Dina Merrill (93), Amerikaans actrice[110]
- Niny van Oerle-van der Horst (82), Nederlands politica[111]
- Mickey Roker (84), Amerikaans drummer[112]

### 23 mei
- Stefano Farina (54), Italiaans voetbalscheidsrechter[113]
- Roger Moore (89), Brits acteur[114]
- René van Nie (78), Nederlands cineast, scenarioschrijver en schrijver[115]
- Irio De Paula (78), Braziliaans jazzgitarist en componist[116]

### 24 mei
- Denis Johnson (67), Amerikaans schrijver[117]
- Jared Martin (75), Amerikaans acteur[118]
- Gil Portes (71), Filipijns filmregisseur[119]
- Pierre Seron (75), Belgisch stripauteur[120]

### 25 mei
- Eva Estrada-Kalaw (96), Filipijns politica[121]
- Herman Gordijn (85), Nederlands kunstschilder[122]
- Frédérick Leboyer (98), Frans gynaecoloog, auteur en verloskundige[123]
- Ali Tanrıyar (103), Turks politicus[124]

### 26 mei
- Laura Biagiotti (73), Italiaans modeontwerpster[125]
- Suze Broks (74), Nederlands actrice en balletdanseres[126]
- Zbigniew Brzeziński (89), Pools-Amerikaans politiek wetenschapper[127]
- Arthur-Luiz Piza (89), Braziliaans kunstenaar[128]

### 27 mei
- Gregg Allman (69), Amerikaans muzikant, zanger en singer-songwriter[129]
- Evert van Dijkhuizen (55), Nederlands journalist en dirigent[130]
- Dorin Liviu Birdean (54), Roemeens burgemeester[131]

### 28 mei
- Eric Broadley (88), Brits ondernemer, ingenieur, auto-ontwerper[132]
- Élisabeth Chojnacka (77), Pools-Frans claveciniste[133]
- Guus van Ham (82), Nederlands voetballer[134]
- Gerard Martijn (88), Nederlands politicus[135]
- John Noakes (83), Brits televisiepresentator[136]
- Jean-Marc Thibault (93), Frans acteur, regisseur en scenarist[137]
- Graham Webb (73), Brits wielrenner[138]
- John Wijdenbosch (44), Nederlands acteur[139]

### 29 mei
- Bogdan Dotsjev (80), Bulgaars voetbalscheidsrechter[140]
- Konstantinos Mitsotakis (98), Grieks premier[141]
- Manuel Noriega (83), Panamees militair en politicus[142]
- Willem Scholten (73), Nederlands bestuurder[143]

### 30 mei
- Wopkje Kooistra (92), Nederlands schaatsster, eerste vrouwelijke winnares van de Elfstedentocht[144]
- Molly Peters (75), Brits actrice en model[145]

### 31 mei
- Jiří Bělohlávek (71), Tsjechisch dirigent[146]
- Lubomyr Husar M.S.U. (84), Oekraïens grootaartsbisschop en kardinaal[147]
- Tino Insana (69), Amerikaans (stem)acteur[148]
- Jan Willem van de Kamp (107), oudste man van Nederland[149]
- Bern Nix (69), Amerikaans gitarist[150]

januari ·
februari ·
maart ·
april ·
mei ·
juni ·
juli ·
augustus ·
september ·
oktober ·
november ·
december
1900 ·
1901 ·
1902 ·
1903 ·
1904 ·
1905 ·
1906 ·
1907 ·
1908 ·
1909 ·
1910 ·
1911 ·
1912 ·
1913 ·
1914 ·
1915 ·
1916 ·
1917 ·
1918 ·
1919 ·
1920 ·
1921 ·
1922 ·
1923 ·
1924 ·
1925 ·
1926 ·
1927 ·
1928 ·
1929 ·
1930 ·
1931 ·
1932 ·
1933 ·
1934 ·
1935 ·
1936 ·
1937 ·
1938 ·
1939 ·
1940 ·
1941 ·
1942 ·
1943 ·
1944 ·
1945 ·
1946 ·
1947 ·
1948 ·
1949 ·
1950 ·
1951 ·
1952 ·
1953 ·
1954 ·
1955 ·
1956 ·
1957 ·
1958 ·
1959 ·
1960 ·
1961 ·
1962 ·
1963 ·
1964 ·
1965 ·
1966 ·
1967 ·
1968 ·
1969 ·
1970 ·
1971 ·
1972 ·
1973 ·
1974 ·
1975 ·
1976 ·
1977 ·
1978 ·
1979 ·
1980 ·
1981 ·
1982 ·
1983 ·
1984 ·
1985 ·
1986 ·
1987 ·
1988 ·
1989 ·
1990 ·
1991 ·
1992 ·
1993 ·
1994 ·
1995 ·
1996 ·
1997 ·
1998 ·
1999 ·
2000 ·
2001 ·
2002 ·
2003 ·
2004 ·
2005 ·
2006 ·
2007 ·
2008 ·
2009 ·
2010 ·
2011 ·
2012 ·
2013 ·
2014 ·
2015 ·
2016 ·
2017 ·
2018 ·
2019 ·
2020 ·
2021 ·
2022 ·
2023 ·
2024 ·
2025